# 猫焼き
猫焼き（ねこやき）は、18世紀以前のヨーロッパで行われていた、厄除けと娯楽を兼ねて猫を焼き殺す催しである。五月祭や、もともと夏至の祭りである聖ヨハネの日の前夜祭などに、数十匹の猫が網に詰め込まれ焚火の上に掲げられた。中世から近世にかけて、猫は虚栄や魔術と関連づけられており、悪魔の象徴として焼かれることがあった。
猫を焼く儀式はかつてヨーロッパ全域で一般的であり、ポルトガル、バスク地方、フランス、ドイツ、イングランドで報告されている。この慣習は紀元前のケルト人の風習までさかのぼることができ、ストラボンやカエサルは生贄として動物や人が火に奉げられたことを記している。

## 内容
スティーブン・ピンカーによると、猫焼きに集まった人々は「猫たちが熱さに鳴き叫びながら最終的に炭となるまで焼かれていくのを金切声をあげて笑っていた」という。
「猫焼きは、生きた猫を多数詰め込んだ籠や樽や袋を、焚火の中央に立てた高い支柱に吊るして焼くという風習である。焼かれるのは1匹の狐という場合もあった。人々は燃え残りや灰を集めて家に持ち帰り、幸運のおまじないとした。代々のフランス国王もこのスペクタクルに立ち会ったのみならず、手ずから焚火に火をつけることもあった。1648年、バラの花輪をかぶりバラの花束を携えた当時9歳のルイ14世は、焚火に火をともしダンスを踊ったあと、パリ市庁舎での晩餐会にも出席している。しかしこれがパリにおけるこの真夏の催しに国王が臨席した最後の機会となった。メス市の真夏の火祭りでは川沿いの遊歩道で焚火が派手に燃え上がり、籠に詰められた10匹ほどの猫が生きたまま焼かれるのが娯楽として人々に供された。フランス南東部のギャップ市でも真夏の火祭りでは猫が焼かれるのが常であった」（フレイザー『金枝篇』）。
猫焼きは、文化史を専門とする米国の歴史家 Robert Darnton の The Great Cat Massacre にも記述がある。
「猫は、6月24日（夏至の頃）生まれと定められている洗礼者ヨハネ生誕の祭りにも現れる。人々は設えた焚火の上を跳び越え、炎を囲んで踊り、火の中に魔力を持つものを投げ込んで、その年の残りを安寧に過ごすことを願う。火中に投じる物として特に好まれたのが猫である。猫は縛られて袋に詰められ、ロープで吊るすか棒に括り付けるかして焼かれた。パリ市民が好んだのは猫を袋詰めにして焼くことだが、サン＝シャモン市民が好んだのは通りに火をつけた猫を放し、追いかけ回すことである（なおサン＝シャモン市の猫追いは courimaud と呼ばれた。これは cour à miaud、つまりニャアという声を追いかける者くらいの意である）。ブルゴーニュやロレーヌの一部では、人々は猫を括り付けたメイポール（Maypole、五月祭にたてられる柱）に火をつけ、その周りを踊った。またメス市周辺では一度に10匹ほどの猫を籠に入れ焚火の上にして焼き、市内では1765年に廃止されるまで盛大に猫焼きが行われた。……この慣習は場所によってさまざまに異なっていたが、祭りに欠かせないものはどこでも同じであった。すなわち、「feu de joie」（焚火のこと。字義通りには喜びの火）、猫、魔女狩りへの熱気の3つである。猫を焼く火の見られるところでは、続けて必ず歓喜も観察された。」
猫焼きはベネディクト会の修道士ジャン・フランソワが1758年に著した Dissertation sur l’ancien usage des feux de la Saint-Jean, et d’y brûler les chats à Metz （『聖ヨハネの火のかつてにおける慣行と、メス市において聖ヨハネの火で猫を焼くことに関する論考』）の主題でもある。同書は1995年になってフランスで刊行された。
フランスのカトリック司祭ジャン・メリエはひそかに無神論的な考えを持っていたが、猫焼きの慣習について以下のように簡単に言及している。
「その他にも、手の付けられないこれら残忍な狂人たちは、自分たちで楽しむためだけでなく、公の祝い事でさえも、無慈悲にも猫たちに残酷で暴力的な責苦を味わわせるのである。彼らは身軽な猫たちをポールのようなものに縛り付けると、そのポールを立たせ、根元に火をつけて焚火とし、その火で猫たちは生きたまま焼かれるのだが、それもこの不運な憐れむべき動物が暴れくるうのを見、責苦の残酷で無慈悲なのになすすべもなく恐怖の絶叫をあげるのを聞いて楽しまんがためなのであった。」
メリエは猫焼きの慣習は主としてデカルト哲学のために起こったとしている。デカルト哲学では人間以外の動物は霊魂を持たず、したがって感覚も持たないとされているからである。メリエは、猫焼きの慣習は「人の心から、人が動物に対して持っているはずの優しさや思いやり、同情の気持ちを絶やしてしまうことになるのではないか」と疑問を表している。